# 2016-os magyar teniszbajnokság
A 2016-os magyar teniszbajnokság a száztizenhetedik magyar bajnokság volt. A bajnokságot augusztus 15. és 20. között rendezték meg Győrben, a Kálóczy téri teniszpályákon.

## Eredmények
| Versenyszám  | Arany                                              | Arany | Ezüst                                                          | Ezüst | Bronz                                                                                     | Bronz |
| ------------ | -------------------------------------------------- | ----- | -------------------------------------------------------------- | ----- | ----------------------------------------------------------------------------------------- | ----- |
| Férfi egyéni | Balázs Attila MTK                                  |       | Valkusz Máté Golden Ace STC                                    |       | Filipenkó Viktor Siófoki SpartacusNagy Péter MTK                                          |       |
| Női egyéni   | Bukta Ágnes Budaörsi SC                            |       | Horváth Adrienn Diego SC                                       |       | Stolmár Rebeka Ábris Team 2010 TSESzlavikovics Szabina Siófok KC                          |       |
| Férfi páros  | Balázs Attila, Kisgyörgy Gergely MTK, Diego SC     |       | Bíró André, Filipenkó Viktor Győri AC, Siófoki Spartacus       |       | Balla Péter, Szathmáry Tibor Budaörsi SC, MTKNagy Péter, Valkusz Máté MTK, Golden Ace STC |       |
| Női páros    | Bukta Ágnes, Horváth Adrienn Budaörsi SC, Diego SC |       | dr. Göböl Edina, Sulyok Katalin BEAC-Orbita SE, Városmajori TK |       | Nagy Adrienn, Pirók Alexa MTK, Diego SCLukács Lívia, Zádori Réka Pécs VTC, Gellért SE     |       |